# Indipendenza finanziaria

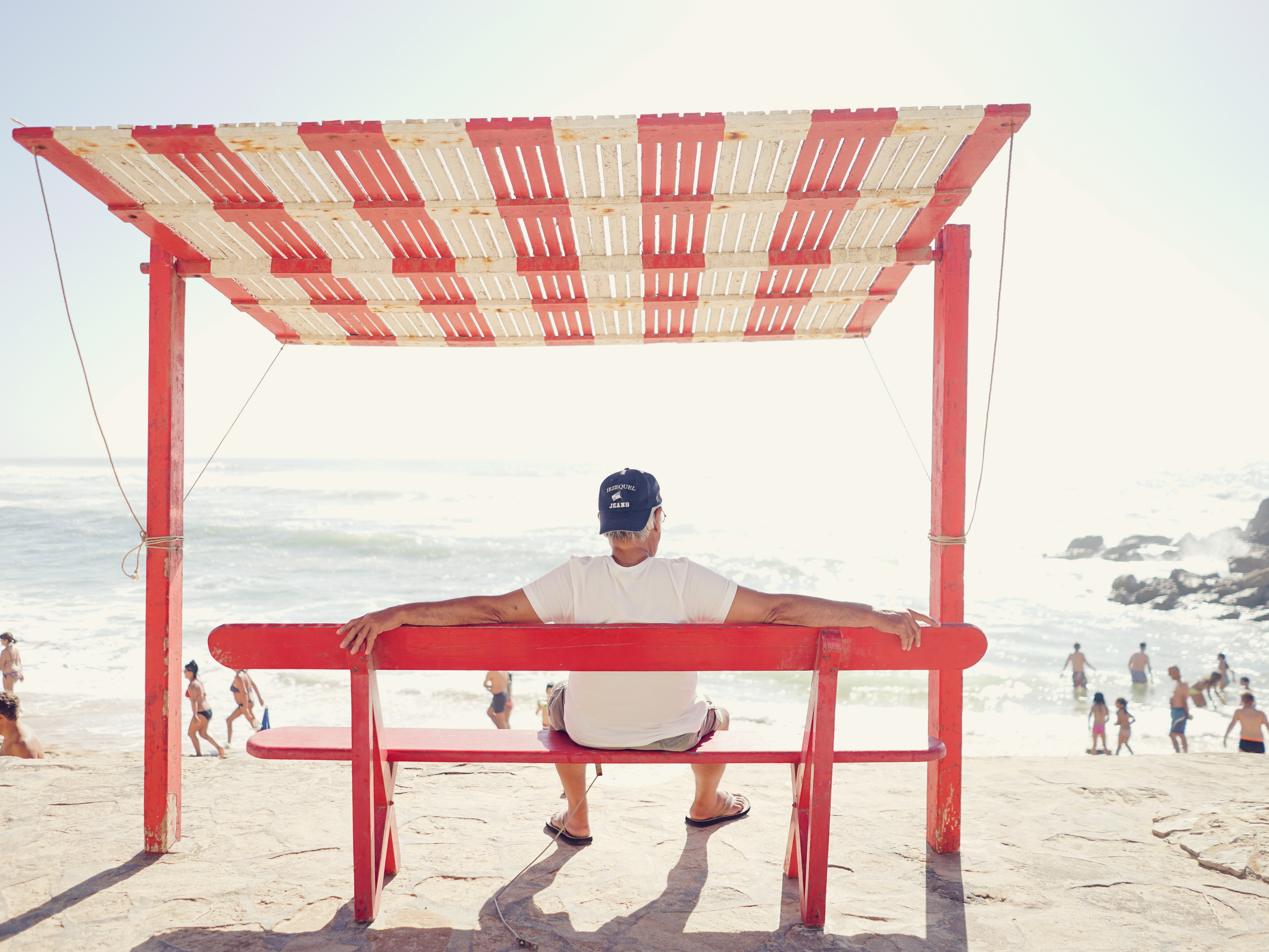

L'indipendenza finanziaria è quella situazione in cui un singolo individuo o un nucleo famigliare hanno sufficiente ricchezza per sostenersi senza aver bisogno di appoggiarsi a delle entrate derivanti da un rapporto di lavoro dipendente o autonomo.
Le persone finanziariamente indipendenti hanno strumenti finanziari che generano un livello di reddito (cash flow) superiore a quello delle loro spese. Il reddito derivato da guadagni che non sono derivanti da un rapporto lavorativo diretto, sono chiamati "redditi passivi". Ad esempio, se qualcuno riceve ogni mese € 3000 in dividendi derivanti da azioni possedute, ma ha delle spese che ammontano solamente a € 2000, potrebbe teoreticamente vivere della sola rendita dei propri investimenti e non aver bisogno di lavorare. In queste circostanze, una persona è finanziariamente indipendente, a prescindere dal fatto che continui a lavorare o meno, nel momento in cui il proprio reddito passivo è sufficiente a coprire le proprie spese di vita. Le attività e le passività di una persona sono un fattore importante nel determinare se hanno raggiunto l'indipendenza finanziaria.
A partire dagli anni 2010, ha preso piede in molti paesi del mondo il cosiddetto FIRE movement, che ha come obiettivo il raggiungimento dell'indipendenza finanziaria prima dell'età pensionabile. Gli esponenti di tale movimento sono per lo più giovani tra i 20 e i 40 anni che seguono uno stile di vita dedito al risparmio, è suggerito che per poter generare abbastanza reddito passivo da poter andare in pensione, sia necessario mettere da parte almeno 25 volte le proprie spese di vita annuali stimate una volta in pensione.

## Letture consigliate
- Vicki Robin e Joe Dominguez (1992) O la borsa o la vita. 9 passi per trasformare il tuo rapporto con il denaro e ottenere l'indipendenza finanziaria
- Movimento FIRE Italia (2021) Movimento FIRE: come raggiungere l'indipendenza finanziaria e smettere di lavorare